# Pozuelo del Rey
Pozuelo del Rey es un municipio español de la Comunidad de Madrid.

## Geografía física

### Ubicación
El municipio pertenece a la Alcarria de Alcalá (Comarca de Alcalá), entre los municipios de Campo Real, Nuevo Baztán, Torres de la Alameda, Valverde de Alcalá, Villar del Olmo, Valdilecha y Loeches

### Hidrología
Al suroeste de Pozuelo del Rey nace el arroyo Val de Loeches, afluente del Pantueña, que corre al norte del término municipal. Dispone el municipio de EDAR 107 para las aguas residuales.
En 1908, se construyó, en la principal encrucijada de caminos del municipio, una bonita fuente pública dotada de pilón con brocales de abrevadero, hoy en día inutilizada.
También existe algún que otro pozo con agua potable y/o de regadío, y todavía se pueden observar los restos estructurales del "Pozo de las nieves" donde se guardaba agua helada y nieve del invierno cubierta de paja, para temporadas más calurosas.

### Clima
- Temperatura media anual, °C: 12.5-15
- Precipitación media anual, mm: 400-600
- Meses con mayor precipitación: Nov-Ene
- Meses de menor precipitación: Jul-Ago
- Días con temperaturas <0 °C: 40-90.

### Geología
- Suelos dominantes: Xerochrept, Xerorthent, Haploxeralf.
- Materiales originales:
  - Neógeno: Calizas, facies detrítica, conglomerados, areniscas, indiferenciado, margas, yesos, arenas, sílex y margas yesíferas.
  - Cuaternario: Aluviones, terrazas y coluviones

## Historia
Fue fundado por los musulmanes y conquistada por el arzobispo de Toledo, Bernabé de Agen en 1119 (reinando Alfonso VI). A partir de ese momento es llamada por la población cristiana que la repuebla "Pozuelo de Torres".
Es posible que el origen del nombre de Pozuelo se inicie por la necesidad que tenían sus habitantes en recurrir a pozos domésticos para la obtención de agua, pues se constata que en 1580, a través de las "Relaciones topográficas de Felipe II" que no había agua para el uso de la población.
Pozuelo de Torres, fue aldea del alfoz de Alcalá. Recibió este segundo nombre ya que estuvo bajo la regencia de Torres de la Alameda hasta que logró el título de villa (población). Ahí es cuando Pozuelo comienza un meteórico ascenso en importancia. Fue la sede del archivo de una Mancomunidad constituida por villas independientes del Arzobispado de Toledo, en un número de unas veinticinco. También existió un hospital cerca de la actual Plaza de la Constitución. Llegó a tener tres clérigos al cargo de su parroquia y un juzgado. El pueblo tuvo un periodo de apogeo económico gracias al trabajo que a sus vecinos daban las industrias de Goyeneche en Nuevo Baztán y Olmeda de las Fuentes (entonces Olmeda de la Cebolla). La decadencia comenzó a finales del siglo XIX y la proliferación de las cerámicas en los pueblos colindantes le fueron quitando importancia y habitantes.
En el siglo XX el pueblo poco a poco se convirtió en uno de los menos significativos de la zona, dándose una excepción en la Guerra Civil, cuando el gobierno republicano construyó en la localidad una estación para el llamado Ferrocarril de los cuarenta días que unía Madrid y Valencia sin peligro de ataques de los sublevados. Esta estación se llamaba Pozuelo de la República.

## Demografía
Cuenta con una población de 1292 habitantes (INE 2024).
| Gráfica de evolución demográfica de Pozuelo del Rey entre 1842 y 2021                                                 |
| |
| Población de derecho según los censos de población del INE. Población de hecho según los censos de población del INE. |

Gentilicios: Pozuelero o Pozolero. De forma jacarandosa “Balleno”, que es la forma de denominar a los habitantes y nacidos en Pozuelo del Rey irónicamente. Esta denominación tiene su origen en una curiosa historia según la cual, un día encontraron en un pilón del pueblo (Actual parque del Príncipe de Asturias) la albarda de una caballería boca abajo y les pareció ser una ballena, por lo que el pueblo decidió incluso cazarla. No está en el diccionario de la RAE (Puede tomarse como curiosidad la forma de "pez" de su callejero municipal).

## Transporte
Pozuelo del Rey tiene dos líneas de autobús, teniendo una de ellas cabecera en el Intercambiador de Avenida de América. Estas líneas son:
| Línea | Recorrido                                                    |
| ----- | ------------------------------------------------------------ |
| 261   | Madrid (Avenida de América) – Nuevo Baztán - Villar del Olmo |
| 321   | Arganda del Rey (Hospital) – Villar del Olmo                 |

## Economía

### Sector primario
Las plantaciones de cebada cervecera suelen ser el cultivo preferente en los campos de Pozuelo del Rey. Los terrenos son tratados con tecnología tradicional tipo tractor y cosechadora, y no se han introducido cultivos del tipo transgénico, o biológicos. Por otro lado la presencia de olivos y algunas vides producen cantidades ínfimas, sólo para consumo propio y muy poca comercialización.
Los árboles escasean, siendo el chopo, el álamo y el ailanto silvestre los principales de la zona, salteados por algún almendro y alguna conífera. El resto son prados de barbecho, predominando las malvas locas, la avena loca, la grama, etc, encontrando escasos tomillos, algún romero, y con suerte, algún espliego o zarzamora. En época, y cercano a zonas húmedas se puede encontrar algún suculento espárrago silvestre.
Existen unas pocas cabezas de ganado lanar, productoras principalmente de leche para la elaboración de quesos. En la actualidad, algunas naves son dedicadas al cuidado de perros y sobre todo de caballos para su pupilo y doma.
El conejo, la liebre, la perdiz, etc. son la principal fauna salvaje de la zona, dando lugar a un coto de caza extenso por el término municipal.

### Sector secundario
La industria es prácticamente inexistente, aunque el ayuntamiento tiene destinadas ciertas parcelas para el establecimiento de futuras industrias.

## Administración y política

### Elecciones municipales 2019
- Partidos -	Escaños - N.º votos - % votos	
  - Unión de Ciudadanos Independientes 5 - 257 - 43,41%
  - Partido Popular de la Comunidad de Madrid 4 -	247 - 41,72%
  - Ciudadanos-Partido de la Ciudadanía de la Comunidad de Madrid 0 -	39 - 6,59%
  - Partido Socialista Obrero Español de la Comunidad de Madrid 0 - 38 - 6,42%
  - Izquierda Unida-Pozuelo del Rey en Pie Municipalista 0	11	1,86%

### Corrupción política y mociones de censura (2011-2023)
Tras 17 años de gobierno socialista (PSOE), las elecciones municipales de 2011 dan la alcaldía de Pozuelo del Rey al Partido Popular (que obtiene 3 concejales, frente a dos del PSOE y otros dos de UVPR)
El PP, una vez en el gobierno, decide investigar la gestión política del antiguo edil socialista Pedro López. Los populares denuncian a López por prevaricación, malversación y tráfico de influencias. A este respecto cabe señalar que los años de gobierno socialista (PSOE) son los mismos años en los que se construye gran parte de los adosados y chalets que hoy se sitúan a las afueras del pueblo. 
Pasados los cuatro años de mandato del Partido Popular, en el año 2015, se celebran elecciones municipales. Los resultados en Pozuelo del Rey son los siguientes: 
- Partido Popular: 4 concejales.
- UCIN (Unión de Ciudadanos independientes): 3 concejales.
- PSOE: 2 Concejales

Los concejales del PSOE y UCIN hacen edil a Roberto Iglesias (UCIN). El nuevo gobierno, ante el escenario que encuentra en el consistorio  (deuda e impago), decide investigar la gestión del antiguo gobierno popular. Los concejales del PSOE muestran su apoyo a esta iniciativa de UCIN pero con la condición de que UCIN apoye retirar la denuncia que pesaba sobre Pedro López, edil socialista hasta 2011. UCIN se niega a aceptar las condiciones de los concejales socialistas y estos retiran su confianza a Roberto Iglesias.
Aprovechando el escenario de fractura el PP impulsa una moción de censura. Los cuatro concejales populares se unen a los dos concejales socialistas e invisten como alcalde a Gerardo Álvaro (PP). Ante este hecho el PSOE-M expulsa a los dos concejales del PSOE
Acabado el mandato del Partido Popular, en 2019 vuelven a celebrarse elecciones. Los resultados son los siguientes:
- UCIN: 5 concejales.
- Partido Popular: 4 concejales.

María Alarcón (UCIN) es elegida como alcaldesa. El mandato de Alarcón comienza con una denuncia de UCIN contra el anterior gobierno del PP. UCIN denuncia ante el juzgado de Arganda la desaparición de documentos y el bloqueo de ordenadores. Así mismo UCIN señala que la deuda dejada por el Partido Popular se eleva a los 900.000€.
A poco de comenzar el mandato, dos concejales de UCIN dejan de representar a su partido y pasan a ser concejales no adscritos. De igual forma, un tercer concejal de UCIN renuncia a su acta. Su sustituta, Amanda Sabater toma acta como concejal  no adscrita. 
Ante el escenario de fractura, repitiendo la misma estrategia que en 2015, el Partido Popular presenta una moción de censura contra la alcaldesa de UCIN. 
El PP pese a contar con el apoyo de la tránsfuga Amanda Sabater pierde la moción de censura al no considerar el art. 197. 1. Apartado e) de la Ley Orgánica 5/1985, el cual versa que: "en el caso de que alguno de los proponentes de la moción de censura formara o haya formado parte del grupo político municipal al que pertenece el alcalde cuya censura se propone, la mayoría exigida en el párrafo anterior se verá incrementada en el mismo número de concejales que se encuentren en tales circunstancias." 
Debido a esta condición legal, la moción fracasa y UCIN mantiene la alcaldía a pesar de contar solamente con dos concejales. El PP descontento con su fracaso apela a los tribunales. No obstante, la apelación del PP no tiene recorrido.
Pese a que UCIN seguía manteniendo la alcaldía, en 2021 la alcaldesa María Alarcón dimite, denunciando en su carta de dimisión supuestas presiones y zancadillas por parte del gobierno de la Comunidad de Madrid (PP) y los concejales del Partido Popular. La ya exalcaldesa lamenta la falta de confianza de los que en un momento fueron concejales por UCIN.
Tras este escenario de luchas de poder Rut Alcocer, del Partido Popular, es elegida edil en el pleno extraordinario del 9 de julio. Desde entonces (2021) Pozuelo del Rey es regido por el Partido Popular

### Transcendencia social de las mociones de censura
Varios medios de comunicación cuentan como estas luchas de poder por la alcaldía tuvieron su reflejo en algún que otro enfrentamiento vecinal.
El diario de tirada nacional El País relata, ante la moción de 2015, la siguiente escena: "La tensión no menguó tras la moción con la que el PP arrebató la alcaldía. Por ejemplo, dos vecinas, una a favor y la otra en contra del cambio de gobierno, casi llegaron a las manos. “Tenéis lo que os merecéis; lo que votáis”, decía en voz alta un vecino indignado. Llevaba una camiseta con el lema “PPSOE=Ladrones” rubricado." 
Así mismo la antigua alcaldesa de UCIN cuenta en su carta de dimisión como varios vecinos del pueblo la advirtieron de que estaba siendo utilizada por sus compañeros de candidatura.  
Por otro lado, en distintos foros de internet, se pueden encontrar quejas contra la gestión de todos y cada uno de los partidos que hasta el momento han gobernado en Pozuelo del Rey (UCIN, PP, y PSOE). Estas quejas suelen poner el foco sobre la precariedad del pueblo, la falta de servicios, y la falta de mantenimiento de alguna calles. La deuda contraída a lo largo de distintos mandatos impide, en gran parte, modificar la situación.  
Como consecuencia de todo este desarrollo, en 2023 desaparece la candidatura de UCIN. Desapareciendo, con ella, cualquier candidatura independiente o ciudadana en Pozuelo del Rey. De esta manera, a los comicios del 28 de mayo de 2023, sólo se presentarán 3 partidos de nivel nacional: PSOE, PP y VOX.

## Patrimonio

### Iglesia de Santo Domingo de Silos
Monumento del siglo XVI, patrimonio N 14113. Combina elemento góticos con renacentistas. Su interior es de tres naves, separadas por columnas toscanas y arcos de medio punto (a razón de las iglesias pseudocolumnarias de la zona del alfoz complutense), cubiertas por artesonados mudéjares. Una capilla situada al lado del evangelio, la del Rosario, es una buena muestra del arte barroco, y otra en el lado de la epístola, adyacente al crucero, tiene una de las mejores bóvedas vaídas de yeso de la Comunidad. El altar mayor está cubierto por bóvedas de crucería de terceletes y tiene un ábside pentagonal con contrafuertes en el exterior. La iglesia fue levantada en tres fases, la primera abarcó la construcción de la nave central y la del evangelio, la segunda la nave de la epístola y la fachada principal con un pórtico, desaparecido a principios del siglo XX, y la tercera agrandó el templo hacia occidente, terminando la otra fachada del edificio con dos contrafuertes escurialenses. Francisco Giralte (discípulo de Alonso Berruguete) y Diego de Urbina trabajaron el retablo mayor y un colateral en estilo plateresco de esta Iglesia Parroquial, que lamentablemente hoy no se conservan. La iglesia fue destruida en 1936 y ha sido reconstruida posteriormente, con algunos postizos inadecuados (Torre de mampostería de ladrillo o cubiertas metálicas), conservando placas funerarias de la guerra civil de 1936, actualmente dañadas. Sin embargo se acostumbra a oír el tañer de sus campanas llamando a misa mediante los tres toques tradicionales y la invitación para rezar el "Angelus" los almediodias, manteniendo los toques de alerta a la antigua usanza para avisar al municipio desde un fuego a una defunción. Los contingentes del archivo parroquial están limitados a la destrucción de la iglesia y a la carencia de apuntes durante unos años.
Su casco histórico presenta calles estrechas y mal estructuradas, con evidentes faltas de plazas públicas para el estacionamiento de vehículos o la carencia de aceras para el tránsito de peatones. El cableado de servicios es aéreo y el pavimento de rodadura en las calles es de hormigón y está bastante deteriorado. La nominación de las vías suele ser mediante nombres genéricos (Calle Nueva) y "originalmente" religiosas (De la Ermita, de las Ánimas, etc) y también se observa la presencia politizada de la Plaza en homenaje al Gobernador cántabro y madrileño D. Carlos Ruiz o de la Calle y Plaza de Clara García.

### Ermita de la Virgen de la Cabeza
Construcción del siglo XVIII de estilo neoclásico renacentista. Fue levantada por los propios vecinos en sillares de piedra, tiene puerta de medio punto y se remata con una esbelta espadaña. En su interior se guarda la imagen de la Virgen de la Cabeza, de madera maciza. Está esculpida en Madrid en la década de los cuarenta en sustitución de la original, destruida durante la contienda civil. Esta Ermita normalmente se encuentra cerrada y hay que solicitar la llave en el ayuntamiento o concertar la visita. El trayecto para su visita se realiza en un paseo peatonal entre árboles y coníferas, llamado en el pueblo "Carrera de la Ermita".

### Plaza Mayor
Después de una reforma a fondo a finales del siglo pasado, la plaza del pueblo fue premiada con el premio Churriguera al diseño y rápidamente en un breve plazo de tiempo fue reformada (las obras finalizaron en 2007), a primeros del siglo actual dada la falta de estética, iluminación y funcionalidad con la que había quedado, ya que esta estaba ligada a la realización de los festejos taurinos durante las fiestas patronales. En esta plaza mayor se encuentra la casa consistorial del siglo XVII reedificada con cristaleras y perfilería metálica y estilos arquitectónicos actuales a finales del siglo XX. El ayuntamiento lo preside el escudo de piedra, el capitel de una columna que se conserva originariamente con la advocación a María y la fecha de 1669 y la bandera (junto con las legales) bicolor de tres franjas verticales, azul, blanca y azul con el escudo de un pozo coronado en medio.

## Cultura

### Virgen de la Cabeza
Puede resultar extraño que una advocación mariana andaluza por excelencia, como es la Virgen de la Cabeza, llegue hasta un pequeño y acogedor pueblo de la Alcarria de Alcalá. Para ello hay que remontarse a Felipe II y la batalla de Lepanto en 1571.
Uno de sus muchos participantes fue reclutado en Pozuelo y, al volver al pueblo, pasó por Andujar y trajo una imagen de la Virgen María a la que puso ese nombre por haberla comprado allí.
Cuando llegó la imagen al pueblo se guardó en otra ermita orientada al oriente y con la puerta ubicada hacia Campo Real, que se hallaba el lugar llamado de las Tres Cruces y, actualmente, desaparecida. Tras varias noches en las cuales la talla aparecía donde está su ermita y siempre mirando a Pozuelo, los vecinos decidieron construirle donde ella quería, su ermita.
La Virgen de la Cabeza tiene en toda la comarca grandísima devoción, tanto es así que el domingo de su fiesta acuden desde los pueblos vecinos andando para asistir a los actos religiosos del día.
Se le atribuye fama de milagrosa, especialmente en lo referido al cuerpo, por lo cual ha recibido gran número de exvotos o ofrendas, comúnmente en cera y con forma de miembros humanos, pidiendo o agradeciendo la sanación de los mismos.
También, como en varios pueblos de la zona, la imagen es portada en una carroza por las calles del pueblo en su fiesta.

### Fiestas
- Fiestas patronales: Cuarto domingo de septiembre en honor a la Virgen la Cabeza y 20 de diciembre en honor a Santo Domingo de Silos.

### Educación
En Pozuelo del Rey hay una escuela de Educación Infantil de sustentación pública, situada en la plaza de Carlos Ruiz. 
Para continuar con la enseñanza reglada, desde el 20 de enero de 2020, el municipio cuenta con un colegio público "CRA Vega del Tajuña" donde se enseña a los niños de la localidad, sin tener que marchar a otros municipios cercanos como venía ocurriendo. Este colegio se logró gracias al esfuerzo de la corporación municipal del los años 2015-2019 y la dotación presupuestaria de la Comunidad de Madrid.